# Robert Mercier
Robert Mercier (ur. 14 października 1909 we Francji, zm. 23 września 1958 tamże) – francuski piłkarz podczas kariery grający na pozycji napastnika, reprezentant Francji.

## Kariera klubowa
Mercier karierę klubową rozpoczął w 1931 w grającym w Ligue 2 Club Français. Z tym klubem raz zdobył Puchar Francji w 1931 roku. W sezonie 1931-32 udało tej drużynie wywalczyć awans do Ligue 1. Jednak po sezonie 1932/33 już spadli do Ligue 2. W tym klubie grał do 1934 roku. Łącznie w tym klubie strzelił 34 bramki w 40 meczach. W 1934 roku przeszedł do innego paryskiego klubu Racing Paryż. Z tym klubem raz zdobył mistrzostwo Francji i raz zdobył puchar Francji. W tym klubie grał do 1937 roku, kiedy przeszedł do RC Arras. W nim strzelił 18 bramek w 28 meczach. Po sezonie 1937/38 zdecydował się odejść z klubu. Przeszedł do Stade Rennais. W tym klubie zdobył 17 goli w 36 meczach. W 1939 roku zakończył karierę klubową.
| Sezon   | Klub          | Kraj    | Rozgrywki | Mecze | Bramki |
| ------- | ------------- | ------- | --------- | ----- | ------ |
| 1929/30 | Club Français | Francja | Ligue 2   | 0     | 0      |
| 1930/31 | Club Français | Francja | Ligue 2   | 0     | 0      |
| 1931/32 | Club Français | Francja | Ligue 2   | 0     | 0      |
| 1932/33 | Club Français | Francja | Ligue 1   | 16    | 15     |
| 1933/34 | Club Français | Francja | Ligue 2   | 24    | 19     |
| 1934/35 | Racing Paryż  | Francja | Ligue 1   | 27    | 21     |
| 1935/36 | Racing Paryż  | Francja | Ligue 1   | 18    | 8      |
| 1936/37 | Racing Paryż  | Francja | Ligue 1   | 26    | 12     |
| 1937/38 | RC Arras      | Francja | Ligue 2   | 28    | 18     |
| 1938/39 | Stade Rennais | Francja | Ligue 2   | 36    | 17     |

## Kariera reprezentacyjna
Mercier w reprezentacji Francji zadebiutował 14 maja 1931 podczas wygranego 5:2 meczu towarzyskiego z reprezentacją Anglii. W tym meczu strzelił także swoje 2 pierwsze gole dla Francji. W reprezentacji Francji przez 4 lata strzelił 3 gole w 7 meczach. Karierę reprezentacyjną zakończył w 1935 roku.